# Mistrzostwa Azji w Judo 1997
Mistrzostwa Azji rozegrano w Manili w dniach 22–23 listopada 1997 roku, na terenie Ninoy Aquino Stadium.

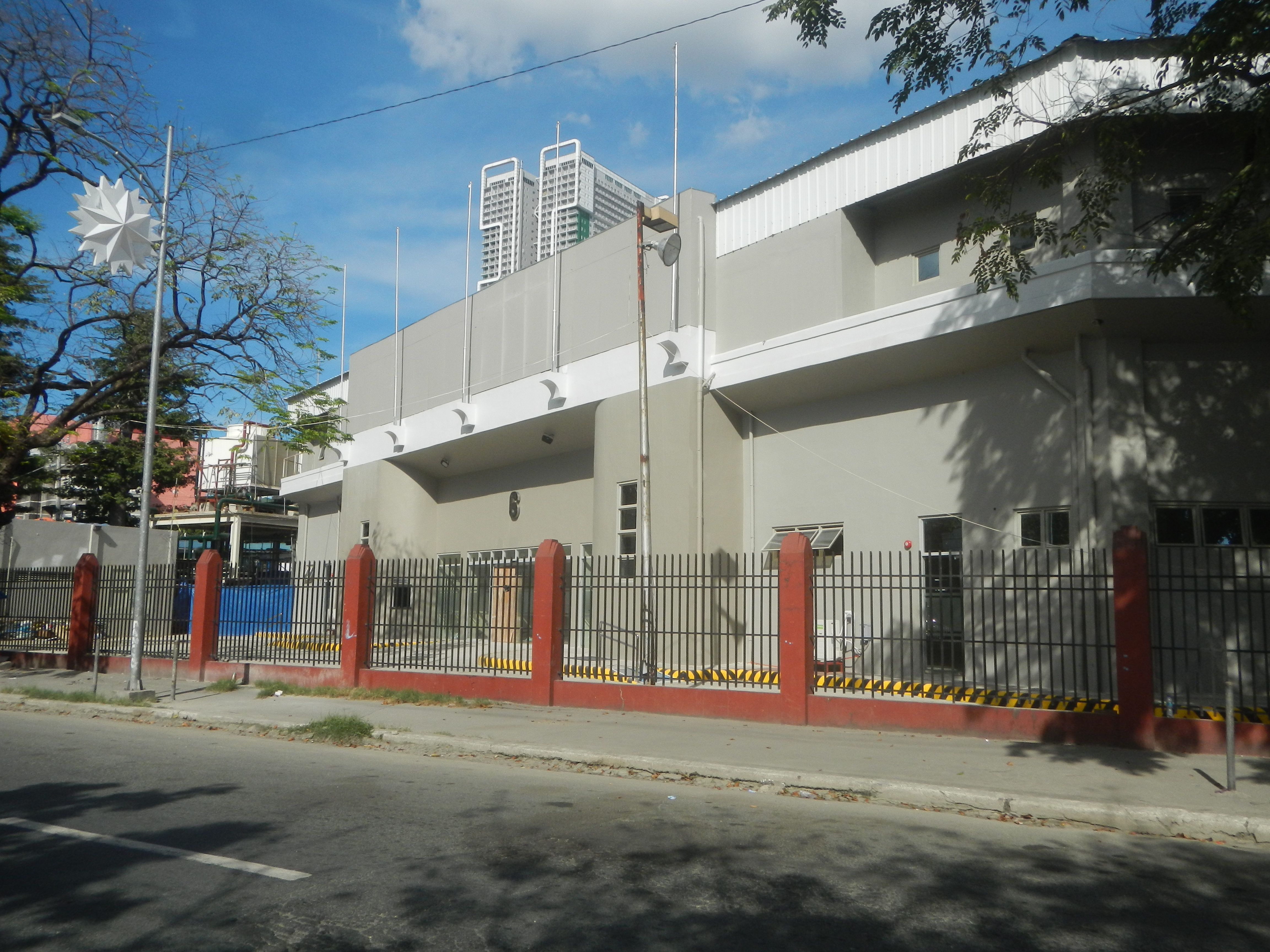
Hala

## Tabela medalowa
Gospodarz zawodów został zaznaczony kolorem.
| Poz.  | Państwo          |    |    |    | Łącznie |
| ----- | ---------------- | -- | -- | -- | ------- |
| 1.    | Korea Południowa | 6  | 4  | 1  | 11      |
| 2.    | Japonia          | 5  | 4  | 6  | 15      |
| 3.    | Chiny            | 2  | 2  | 6  | 10      |
| 4.    | Korea Północna   | 2  | 0  | 4  | 6       |
| 5.    | Kazachstan       | 1  | 0  | 5  | 6       |
| 6.    | Chińskie Tajpej  | 0  | 2  | 6  | 8       |
| 7.    | Mongolia         | 0  | 2  | 1  | 3       |
| 8.    | Indie            | 0  | 1  | 1  | 2       |
| .     | Uzbekistan       | 0  | 1  | 0  | 1       |
| 10.   | Turkmenistan     | 0  | 0  | 2  | 2       |
| Razem | Razem            | 16 | 16 | 32 | 64      |

## Mężczyźni
| Waga   | Złoto:            | Srebro:             | Brąz:             | Brąz:               |
| 60 kg  | Kozo Sekiguchi    | Yeh Hsin-hung       | Tariel Kaziyev    | Kang Myong-chang    |
| 65 kg  | Kim Jong-won      | Pankaj Sharma       | Ryuji Sonoda      | Kai Kang            |
| 71 kg  | Kwak Dae-sung     | Chaliuny Boldbaatar | Takehisa Iwakawa  | Pae Song-Nam        |
| 78 kg  | Yoon Dong-sik     | Farkhod Turayev     | Ruslan Seilkhanov | Kwak Ok-chol        |
| 86 kg  | Cho Byung-ok      | Kosei Arikawa       | Mussa Zalpulayev  | Teng Guangyin       |
| 95 kg  | Siergiej Szakimow | Park Sung-keun      | Wei Fuouiang      | Teruya Ishida       |
| +95 kg | Jun Konno         | Ochir Odgerel       | Huang Ho-suei     | Wiaczesław Bierduta |
| Open   | Katsuyuki Masuchi | Park Sung-keun      | Huang Ho-suei     | Wiaczesław Bierduta |

## Kobiety
| Waga   | Złoto:         | Srebro:      | Brąz:             | Brąz:            |
| 48 kg  | Yu Hui-jun     | Atsuko Nagai | Li Ling           | Yu Shu-chen      |
| 52 kg  | Kye Sun-hui    | Kim Hye-sook | He Ji             | Shinko Sato      |
| 56 kg  | Ri Myong-hwa   | Zheng Linli  | Jeon Soh-young    | Masako Otsuka    |
| 61 kg  | Jung Sung-sook | Kie Kusakabe | Marina Mikheyeva  | Li Shufang       |
| 66 kg  | Song Jianfeng  | Natsuko Sano | Kim Myong-hui     | Wu Mei-ling      |
| 72 kg  | Li Yanfu       | Yeh Wen-hua  | Yoshida Saki      | Olesýa Nazarenko |
| +72 kg | Miho Ninomiya  | Son Hyeon-mi | Sharma Bittu      | Lee Hsiao-hung   |
| Open   | Miho Ninomiya  | Li Yanfu     | Nadežda Želtakowa | Lee Hsiao-hung   |